# Beat Fehr
Claude Beat Fehr (* 21. Juni 1943 in Wallisellen; † 18. Juni 1967 in Caserta) war ein Schweizer Autorennfahrer.

## Name
Nach dem Großen Preis von Caserta 1967, bei dem Fehr ums Leben kam, tauchte in der Schweizer Presse der Name George Claude als Todesopfer bei dem tragischen Rennen auf. Daraus wurde abgeleitet, dass dies der richtige Name von Beat Fehr wäre. Tatsächlich konnte dies nie bestätigt werden und der Verdacht liegt nahe, dass George der dritte Vorname des Schweizers war und aus George Claude Beat Fehr George Claude wurde.

## Karriere
Beat Fehr war im Brotberuf Architekt und bestritt zu Beginn seiner Karriere Autorennen nur als Hobby. Als sich immer mehr Erfolge einstellten, begann er professionell Motorsport zu betreiben. Fehr, der ein enger Freund des Schweizer Rennfahrers Jürg Dubler war, fuhr vorerst Bergrennen in der Schweiz, da diese vom Schweizer Motorsportverbot ausgenommen waren. 1967 wurde er Teammitglied bei der Schweizer Rennmannschaft Zürich Auto Racing Partnership und bestritt auf einem Brabham BT18 in Caserta sein erstes internationales Autorennen.

## Tod in Caserta
Fehr kam beim Desaster von Caserta auf besonders tragische Weise ums Leben. Die Kollision zwischen Fehr und dem Italiener Andrea Saltari hatte die fatale Kettenreaktion ausgelöst, in deren Folge Fehr, Giacomo Russo und Romano Perdomi zu Tode kamen. Fehr und Saltari kollidierten Ende der Via Domenico Mondo, dabei stieg der Wagen des Schweizers auf und krachte in eine Absperrung, die die Rennbahn von einer Eisenbahnstrecke trennte. Fehr entstieg seinem Fahrzeug unverletzt und versuchte durch Handzeichen die nachkommenden Piloten zu warnen. Dabei machte er den verhängnisvollen Fehler auf die Fahrbahn zu laufen. Er wurde von einer Gruppe an Rennwagen – in der unter anderem Clay Regazzoni, Corrado Manfredini, Massimo Natili und Manfred Mohr fuhren – erfasst und zu Boden gestoßen. Bis heute ist es unklar, von welchem Fahrzeug er erfasst wurde; Gerüchte wollen jedoch nicht verstummen, die besagen, bereits Giacomo Russo, der kurz vor dieser Gruppe verunfallte, habe Fehr getroffen. Der unglückliche Schweizer starb auf dem Weg ins Krankenhaus.